# Pratchaya Tepparak
Pratchaya Tepparak (* 1. September 1993) ist ein thailändischer Leichtathlet, der sich auf den Dreisprung spezialisiert hat.

## Karriere
Erste internationale Erfahrungen sammelte Pratchaya Tepparak bei den Juniorenasienmeisterschaften 2012 in Colombo, bei denen er mit 16,25 m die Silbermedaille gewann. Damit qualifizierte er sich für die Juniorenweltmeisterschaften in Barcelona, bei denen er mit 15,57 m in der Qualifikation ausschied. 2014 nahm er erstmals an den Asienspielen im südkoreanischen Incheon teil und wurde dort mit einem Sprung auf 15,44 m Elfter. Im Jahr darauf belegte er bei den Südostasienspielen in Singapur mit 15,52 m Rang fünf. Zwei Jahre darauf gewann er bei den Südostasienspielen in Kuala Lumpur mit 16,37 m die Bronzemedaille. Anfang September gewann er zudem bei den Asian Indoor & Martial Arts Games in Aşgabat mit neuem Landesrekord von 16,12 m die Silbermedaille hinter dem Inder Arpinder Singh. 2018 nahm er erneut an den Asienspielen im indonesischen Jakarta teil und erreichte mit neuer Bestleistung von 16,43 m Rang fünf. Im Jahr darauf gelangte er bei den Asienmeisterschaften in Doha mit einem Sprung auf 16,27 m auf Rang vier. Anfang Dezember erreichte er bei den Südostasienspielen in Capas mit 16,09 m den vierten Platz. 2023 wurde er dann bei den Südostasienspielen in Phnom Penh mit 15,58 m Sechster und gelangte anschließend bei den Asienmeisterschaften in Bangkok mit 14,72 m auf Rang 16.
In den Jahren 2012 und 2021 wurde Tepparak thailändischer Meister im Dreisprung.

## Persönliche Bestleistungen
- Dreisprung: 16,43 m (0,0 m/s), 29. August 2018 in Jakarta
  - Dreisprung (Halle): 16,12 m, 20. September 2017 in Aşgabat (thailändischer Rekord)